# Stratovarius
Stratovarius (Стратоваріус, від Stratocaster і Stradivarius) — фінський гурт, що грає у стилях павер-метал і спід-метал. Створений 1984 року з назвою Black Water. Прийшовши у гурт в 1985 році, гітарист Тімо Толккі став основним рушієм гурту і сформував звучання у стилі павер-метал. Stratovarius став одним із ранніх виконавців паверу й суттєво вплинув на розвиток цього напряму. Візитівкою гурту стали мелодійні й віртуозні гітарні соло Толккі, клавішні пасажі Югансона й емоційний тенор Котіпелто.

## Історія

### Заснування та перші релізи (1984—1994)
Гурт під назвою Black Water було засновано в серпні 1984 року у Гельсінкі. Членами-засновниками були Туомо Лассіла, Стаффан Стрелман і Йон Віерве. 1985 року гурт був перейменований на Stratovarius (злиття слів Stratocaster і Stradivarius, що також є назвою ранньої пісні Kraftwerk), а гітарист та вокаліст Тімо Толккі прийшов до гурту в грудні того ж року, замінивши Стрелмана. 1988 року Stratovarius випустив свої перші два сингли, «Future Shock» і «Black Night». 1989 року вийшов їхнії дебютний альбом Fright Night, який супроводжувався невеликим туром по Європі.
У 1991 році гурт презентував свій другий альбом, який спочатку вийшов під назвою Stratovarius II, але пізніше був перевиданий у 1992 році під назвою Twilight Time. На цьому альбомі Толккі грав на усіх треках виконав партії гітари та бас-гітари. 1994 року вийшов третій альбом Dreamspace. Цей альбом був останною роботою, на якій гурт дотримувався стилю початкових релізів.

### Зміни в звучанні та зростання популярності (1995—2003)
Після випуску альбому Dreamspace Тімо Толккі вирішив піти з посади вокаліста гурту, щоб зосередитися на гітарі та написанні пісень, а також рухати Stratovarius у новому напрямку. Гурт розпочав прослуховування нового співака, зрештою вибравши Тімо Котіпелто. 1995 року гурт випустив Fourth Dimension — свій перший альбом з новим вокалістом. Вихід платівки супроводжувався кліпом на пісню «Against the Wind». Fourth Dimension був першим альбомом гурту, який продемонстрував ознаки його нового симфонічно-неокласичного музичного напрямку. Зокрема для запису треку «Twilight Symphony» вперше було запрошено симфонічний оркестр.
Саме в цей період останній учасник першого гурту Black Water покинув Stratovarius. Незадоволений новим напрямком, у якому рухався гурт, Туомо Лассіла вирішив покинути гурт разом з Антті Іконеном, залишивши Stratovarius шукати нового барабанщика та клавішника на їхні місця. Йорг Міхаель з Rage був найнятий барабанщиком, а незабаром після цього Йенс Йоханссон, що грав з Інгві Мальмстіном був найнятий клавішником. Цей новий склад випустив Episode, альбом, який продемонстрував їх нове симфонічне звучання з оркестром і хором, використаним у таких треках, як «Season of Change» і «Forever». Склад з цього альбому виявився найстабільнішим і залишався незмінним до 2009 року.
У 1997 році гурт випустив свій шостий студійний альбом під назвою Visions. Цей альбом був дуже позитивно сприйнятий і містив такі хіти гурту, як «The Kiss of Judas», «Black Diamond» і титульну пісню «Visions (Southern Cross)», 10-хвилинну епопею, яка була найдовшою піснею на той час. «Black Diamond» відтоді стала однією з їхніх найвідоміших пісень і була включена майже в усі живі сет-листи з моменту свого випуску. Того ж року гурт записав альбом Destiny, який посів перше місце у фінських чартах. Destiny містив популярні пісні «S.O.S.» і «Rebel», а також 10-хвилинний титульний трек «Destiny». 2000 року вийшов альбом Infinite. Так само, як і його попередник, Infinite посів перше місце у фінському чарті.
У 2002 році гурт розпочав роботу над своїм наступним проєктом під назвою Elements. Спочатку проєкт був задуманий як подвійний альбом, але згодом був розділений на два різні релізи, Elements Pt. 1 і Elements Pt. 2, обидва були випущені в 2003 році. Цей проєкт став першою і поки що єдиною спробою гурту записати подвійний альбом і показав, що гурт експериментує зі своїм музичним стилем.

### Перерва,Stratovarius,відхід Толккі,PolarisтаElysium(2004—2012)

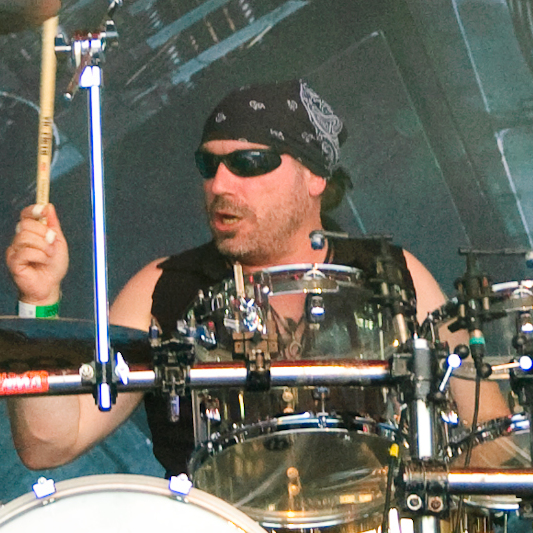
Йорг Міхаель у 2009 році

Поступово напруга в гурті зростала, і в 2004 році Stratovarius тимчасово розпалися після того, як у Тімо Толккі стався нервовий зрив. Через пару місяців після розриву йому поставили діагноз біполярний розлад, і він на деякий час пішов на реабілітацію. Однак згодом час Толккі знову об'єднав гурт, щоб розпочати роботу над їхнім наступним альбомом. 2005 року однойменний альбом Stratovarius вийшов і викликав несприйняття шанувальників, адже стиль платівки відрізнявся від попередніх робіт гурту. Альбом не містив майже жодних симфонічних чи неокласичних елементів у музиці, соло Толккі та Юганссона, до яких фанати звикли і довгих епічних творів. 2006 року гурт почав роботу над новим альбомом, який отримав умовну назву R…R…, однак через зростання внутрішніх проблем (у тому числі через реакцію на попередню роботу) проєкт зупинився. Згодом гурт дійшов до розколу і 4 березня 2008 року Толкі офіційно оголосив, що він розпускає Stratovarius: «Настав час припинити мовчання та оголосити те, про що деякі з вас уже казали. Stratovarius більше немає…». Оскільки Толкі мав права на назву Stratovarius і всі його гонорари, його початковим наміром було повністю розформувати гурт. Однак 20 травня 2008 року він погодився передати права на назву і гонорари Тімо Котіпелто, Йенсу Юганссону та Йоргу Міхаелю, дозволяючи Stratovarius продовжувати роботу без нього. Пізніше Толккі взяв пісні, які він написав для сесій R..R.., і створив гурт Revolution Renaissance, використовуючи R…R… для назви гурту замість альбому. Згодом Stratovarius знайшли йому на заміну гітаристі Матіаса Купяйнена, і незабаром почали роботу над своїм наступним альбомом.
У 2009 році вийшов Polaris, який посів 2 місце у Фінляндії. Це був перший альбом після відходу Тімо Толккі та Ярі Кайнулайнена, на їхньому місці були присутні новий гітарист Матіас Купяйнен і басист Лаурі Порра. Альбому передували сингли «Deep Unknown» і «Higher We Go». У вересні 2010 року Stratovarius оголосили про початок запису свого нового альбому. Перед офіційним випуском альбому вийшов мініальбом Darkest Hours з новими піснями «Darkest Hours» і «Infernal Maze», а також двома живими записами старих пісень. Для просування нового альбому Stratovarius виступили в якості гостей у турі Helloween Seven Sinners Tour. Оскільки у барабанщика Stratovarius Йорга Міхаеля виявили рак, його тимчасово замінив у гурті Алекс Ланденбург.
У 2011 році гурт випустив свій новий альбом під назвою Elysium, який швидко посів № 1 у чарті Фінляндії, ставши першим з їхніх альбомів, після Infinite, який досяг такої позиції. Відомі пісні в альбомі включають сингли «Darkest Hours», «Under Flaming Skies» і 18-хвилинну епопею «Elysium», найдовшу пісню, яку коли-небудь записували Stratovarius.
Йорг Міхаель оголосив про свої плани покинути гурт з особистих причин, однак зіграв на всіх концертах туру в підтримку Elysium, і відсвяткував свій віжхід спеціальним фінським туром «Farewell Jörg». 20 червня 2012 року гурт оголосив, що їхнім новим барабанщиком є Рольф Пілве. 29 червня 2012 року вийшов концертний альбом і DVD Under Flaming Winter Skies — Live In Tampere. Його зняли у Тампере, 19 листопада 2011 року, і це останній гурту з барабанщиком Йоргом Міхаелем.

### Nemesis,EternalіSurvive(2013–дотепер)
Новий альбом Stratovarius, Nemesis, вийшов 22 лютого 2013 року. Перший сингл, «Unbreakable», вийшов 25 січня 2013 року. У цьому ж році гурт також випустив DVD під назвою Nemesis Days із деякими записами з Nemesis World Tour. У серпні 2014 року гурт оголосив, що зіграє кілька концертів, присвячених їхньому хітовому альбому Visions. Під час цих виступів звучав увесь альбом.
24 квітня 2015 року Stratovarius оголосили, що їхній шістнадцятий студійний альбом, Eternal, буде випущений 11 вересня 2015 року. 30 липня 2015 року гурт оголосив, що головним синглом з Eternal буде «Shine in the Dark». На YouTube виклали офіційне лірик-відео за участю вокаліста Тімо Котіпелто. У жовтні 2015 року Stratovarius вирушили у світове турне для просування нового альбому. Вони розпочали це з європейського туру по 16 країнах, включаючи Францію, Німеччину та Нідерланди. Gloryhammer і Divine Ascension виступили на підтримку європейської частини туру.
20 травня 2016 року гурт випустив свою компіляцію Best Of, до якої увійшов один раніше невиданий трек під назвою «Until the End of Days». 13 січня 2018 року Котіпелто обговорив нещодавні ювілейні шоу, а також прокоментував, що гурт сподівався записати новий альбом навесні 2018 року.
До вересня 2021 року Stratovarius записували свій новий альбом у студії Котіпелто. 2 червня 2022 року гурт визначився з датою виходу альбому Survive, оголосивши, що він вийде 23 вересня.

## Склад

### Поточні учасники
- Тімо Котіпелто — вокал (1995-дотепер)
- Йенс Юганссон — клавішні (1995-дотепер)
- Лаурі Порра — бас-гітара (2005-дотепер)
- Матіас Купяйнен — гітара, бек-вокал (2008–дотепер)
- Рольф Пілве — ударні (2012–дотепер)

### Колишні учасники
- Стаффан Стрелман — гітара (1984—1985)
- Йон Віерве — бас-гітара (1984—1985)
- Стаффан Стрелман — гітара (1984—1985)
- Тімо Толккі — гітара (1985—2008)
- Міка Ерваскарі — клавішні (1985—1987)
- Юркі Лентонен — бас-гітара (1985—1989)
- Туомо Лассіла — ударні (1985—1995)
- Антті Іконен — клавішні (1987—1996)
- Ярі Бем — бас-гітара (1989—1993)
- Ярі Кайнулайнен — бас-гітара (1993—2005)
- Йорг Міхаель — ударні (1995—2012)

## Дискографія

### Студійні альбоми
- Fright Night (1989)
- Twilight Time (1992)
- Dreamspace (1994)
- Fourth Dimension (1995)
- Episode (1996)
- Visions (1997)
- Destiny (1998)
- Infinite (2000)
- Elements Pt. 1 (2003)
- Elements Pt. 2, (2003)
- Stratovarius (2005)
- Polaris (2009)
- Elysium (2011)
- Nemesis (2013)
- Eternal (2015)
- Survive (2022)

### Сингли та EP
- «Future Shock» (1988)
- «Witch-Hunt» (1988)
- «Black Night» (1989)
- «Night Screamer» (1989)
- «Break The Ice» (1992)
- «Lead Us into The Light» (1992)
- «Wings Of Tomorrow» (1994)
- «Against the Wind» (1995)
- «Speed of Light» (1996)
- «Father Time» (1996)
- «Uncertainty» (1996)
- «Future Shock '96» (1996)
- «Kill The King» (1996)
- «Will The Sun Rise?» (1996)
- «Black Diamond» (1997)
- «The Kiss of Judas» (1997)
- «S.O.S.» (1998)
- «No Turning Back» (1998)
- «Blackout» (1998)
- «Years Go By» (1998)
- «Hunting High And Low» (2000)
- «Millennium» (2000)
- «Neon Light Child» (2000)
- «It's A Mystery» (2000)
- «Why Are We Here?» (2000)
- «A Million Light Years Away» (2000)
- «Celestial Dream» (2000)
- «Will My Soul Ever Rest In Peace?» (2001)
- «Eagleheart» (2002)
- «Run Away» (2002)
- «I Walk To My Own Song» (2003)
- «Maniac Dance» (2005)
- «United (edit)» (2005)
- «Deep Unknown» (2009)
- «Higher We Go» (2009)
- «Darkest Hours» (2010)
- «Infernal Maze» (2010)
- «Under Flaming Skies» (2011)
- «Unbreakable» (2013)
- «Halcyon Days» (2013)
- «If The Story Is Over»(2014)
- «Soul Of A Vagabond» (2014)
- «Shine In The Dark» (2015)
- «My Eternal Dream» (2015)
- «Lost Without A Trace» (2015)
- «Until The End Of Days» (2016)
- «My Eternal Dream» (live) (2017)
- «Oblivion» (2018)
- «Unbreakable» (Orchestral Version) (2018)
- «Survive» (2022)
- «World On Fire» (2022)

### «Живі» альбоми
- Live Visions of Europe (1998)
- Polaris Live (2010)
- Under Flaming Winter Skies — Live in Tampere (2012)
- Visions of Destiny (2016)
- Live at Wacken (2016)

### Збірки
- Past And Now (1997)
- Chosen Ones (1999)
- 14 Diamonds (2000)
- Intermission (2001)
- Black Diamond: The Anthology (2006)
- Best Of (2016)
- Enigma: Intermission 2 (2018)

### DVD
- Infinite Visions (2000)
- Under Flaming Winter Skies — Live in Tampere (2012)
- Nemesis Days (2014)
- Live at Loud Park Festival (2015)